# TrueType
TrueType（トゥルータイプ）はデジタルフォントの規格である。Windows や macOS、Linux で標準的に利用されている。

## 規格
TrueType は、Apple Computerが開発し、1990年に発表したスケーラブルフォントの規格で、補助目的のビットマップフォントを埋め込むこともできる。3次ベジェ曲線で曲線を表現する PostScriptフォントとは異なり、2次ベジェ曲線を接続したもので曲線を表現する。
高度なヒンティング言語を実装したのも特徴で、さまざまなフォントサイズにおいてピクセル単位で表示を制御することができる。これにより、低解像度なディスプレイなどで不適切な表示が発生するのを避けることができる。
拡張子は「.TTF」と「.TTC」の2種類である。前者は単体のフォントファイルであり、後者は1つのファイルに、プロポーショナルフォントや等幅フォントなどの類似する複数のフォントファイルを収納したものである。
後継規格となる OpenType では PostScript (CFF) ベースと TrueType ベースでアウトラインの記述方式を選ぶことが可能だが、TrueType をベースとした場合、拡張子は「.TTF」もしくは「.TTC」と変わらない。
macOS では、拡張子「.DFONT」も使用されている。これは、Mac OS 9 までの TrueType におけるデータの扱い方を変えたものであり、それまでリソースフォークにフォントデータを格納して「フォントスーツケース」という形で取り扱っていた（TrueType 以外の型式も同様であった）ものを、データフォーク側にフォントデータを移し変えたものである。また、フォントスーツケースで取り扱う TrueType は、macOS では FFIL 形式となる。いずれも1つのファイル（もしくはスーツケース）に複数のフォントの収録が可能だが、これらの型式は他の OS では対応していない。

## 経緯
もともと TrueType は、アップルがアドビの PostScriptフォントに対抗するために開発したものであった。その後、アップルはマイクロソフトに無償で技術供与をし、マイクロソフトは Windows 3.1 で TrueType のラスタライズエンジンを実装した。その後、 Windows では TrueType は標準的なフォント形式となったが、アップルは PostScript と TrueType が両立するという形となった。
1995年には、OpenType の前身となる TrueType Open がマイクロソフトによって発表され、その後1996年には TrueType に加え PostScript フォントのアウトライン形式もサポートした OpenType が発表された。現在では Windows にバンドルされているフォントの多くが、TrueType アウトラインの OpenType フォントとなっている。
現在では Linux でも利用されるようになり、数多くのLinuxディストリビューションにおいても標準的に利用されている。